# Менендес де Авилес, Педро

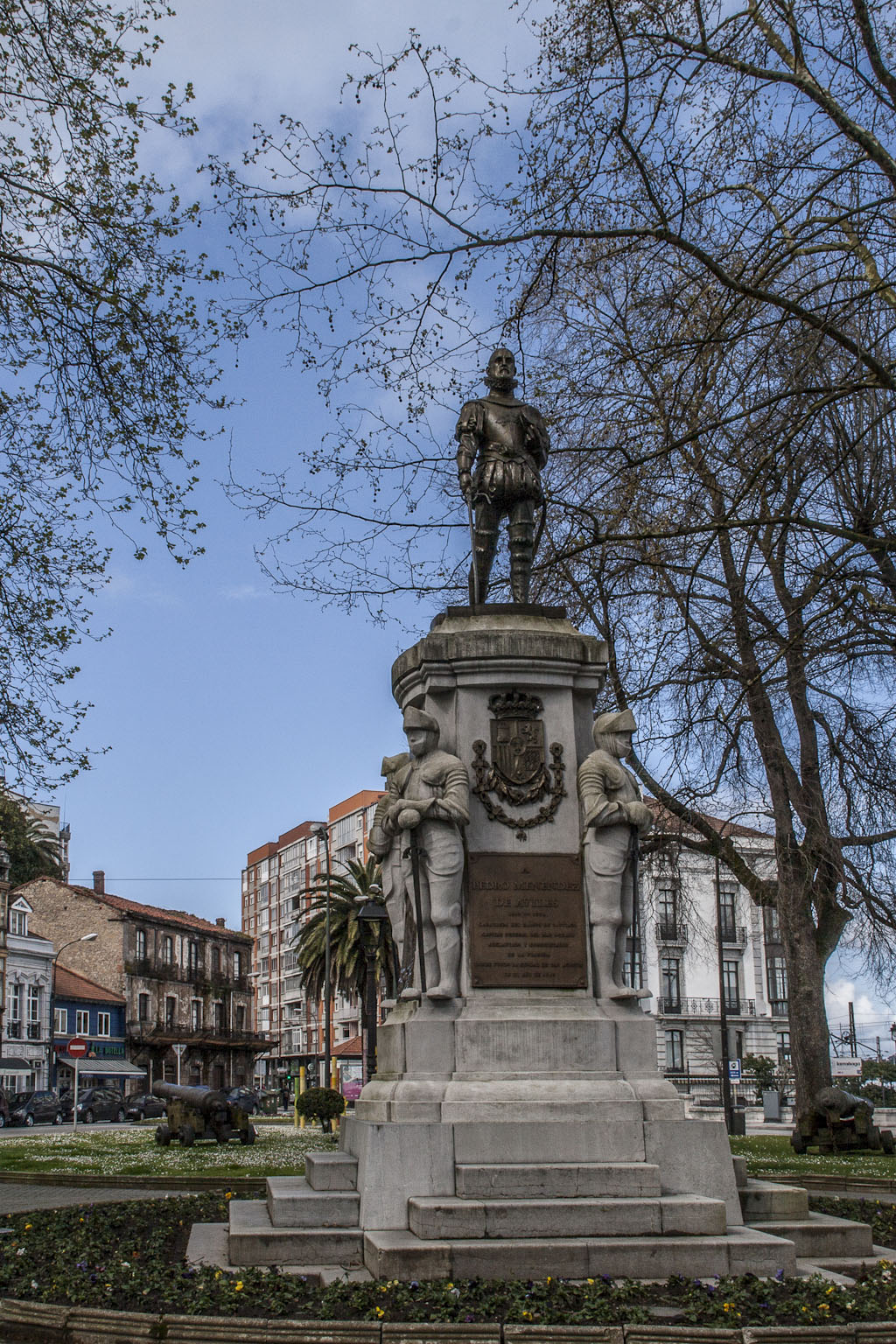
Памятник Педро Менендесу в Авилесе, Испания

Пе́дро Мене́ндес де Авиле́с (исп. Pedro Menéndez de Avilés; 15 февраля 1519, Авилес — 17 сентября 1574) — испанский конкистадор с титулом аделантадо, адмирал, а также известный борец с разбоем на море. В 1565 году основал первое постоянное европейское поселение во Флориде, дожившее до наших дней — Сент-Огастен. Первый губернатор Испанской Флориды.

## Биография

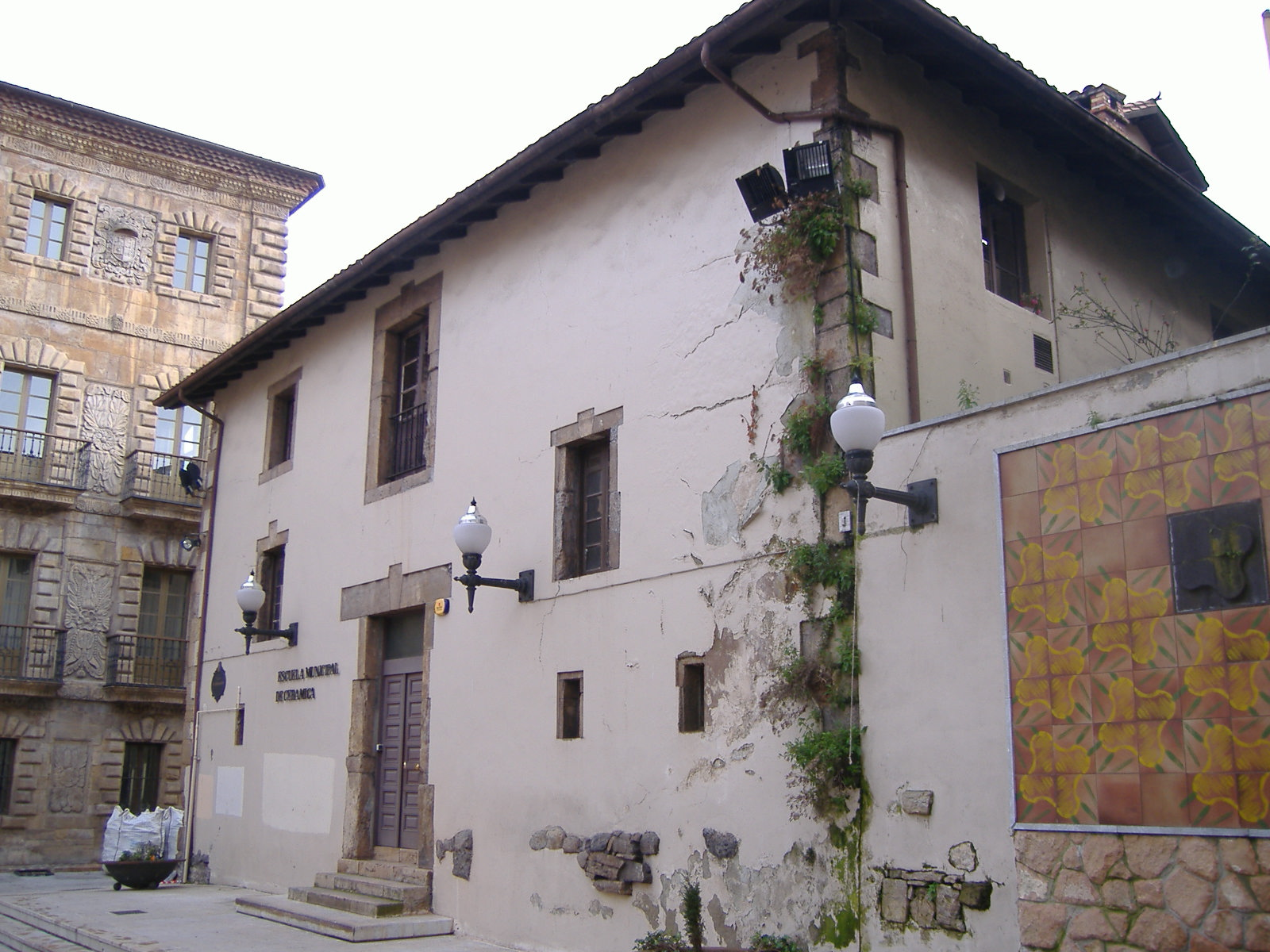
Дом, в котором родился Педро Менендес де Авилес

Родился в богатой и знатной семье в городе Авилес. Менендес служил королю Филиппу II Испанскому в флоте. На службе выполнял важные и ответственные задания — командовал судном, на котором Филипп Второй отправился в Англию для женитьбы на Марии Первой. В 1560 году Педро Менендес командовал галеонами великой Армады де ла Каррера или Испанского флота сокровищ, во время их путешествия из Карибского бассейна и Мексики в Испанию. Королём Испании Филиппом II он был назначен генерал-капитаном, а его брат Бартоломе Менендеса — адмиралом Флота Индии. Когда он доставил флот сокровищ в Испанию, то попросил разрешения вернуться в поисках одного потерянного судна, на котором находился его сын. После основания форта Кэролайн в современном Джексонвилле французскими гугенотами, он получил разрешение короля на путешествие в Новый свет, а также приказ уничтожать всех протестантов на своем пути.
В 1565 году Менендес основал форт имени Святого Августина или Сан-Агустин в Новом свете, а затем он захватил форт Кэролайн. Но так и не смог найти своего сына, и считал его мертвым.
Менендес исследовал этот район и организовал постройку дополнительных укреплений форта. В 1567 году он вернулся в Испанию, где был назначен губернатором Кубы. В последний раз он путешествовал во Флориду в 1571 году с 650 поселенцами для Санта-Елены, а также его женой и семьей. Менендес умер от тифа в Сантандере, в 1574 году.

## Военные операции
Широкую известность адмиралу принёс захват французского форта Каролина (Флорида) и последовавшее за ним массовое убийство пленных. Одной из причин резни было то, что защитники крепости были протестантами.